# فرانك أديسون بورتر
فرانك أديسون بورتر (بالإنجليزية: Frank Addison Porter)‏ هو ملحن أمريكي، ولد في 1859، وتوفي في 1941.

## وصلات خارجية
- فرانك أديسون بورتر على موقع ميوزك برينز (الإنجليزية)